# Линда Блер
Линда Блер (енгл. Linda Blair; рођена 22. јануара 1959. у Сент Луису, Мисури) америчка је глумица. Најпознатија је по улози Реган Мекнил у култном хорору Истеривач ђавола из 1973. За ову улогу била је номинована за Оскара и награђена Златним глобусом за најбољу споредну глумицу у играном филму. У исту улогу вратила се и у филму Истеривач ђавола 2: Јеретик и том приликом била је номинована за Награду Сатурн за најбољу главну глумицу.
У наставку каријере Блер се појављивала у многобројним нискобуџетним слешерима и експлоатационим филмовима, те је за кратко време од глумице која је била награђена Златним глобусом и номинована за Оскара, постала двострука добитница Златне малине за најгору глумицу. Због улога у бројним хорор филмовима стекла је статус „краљице вриска”.
Заједно са Зелдом Рубинстејн водила је Фриформову ријалити серију Најстрашнија места на Земљи у периоду 2000—2006. Имала је епизодне улоге у неколико популарних ТВ серија као што су Ловци на натприродно и Брачне воде.
Блер је активисткиња за права животиња и 2004. основала је фондацију чији је циљ рехабилитација и удомљавање спашених животиња.

## Приватни живот
Линда је рођена у Сент Луису, као најмлађе дете Елинор (девојачко Лич) и Џејмса Фредерика Блера. Има старију сестру, Деби, и старијег брата, Џима. Отац јој је радио у Америчкој ратној морнарици и добио је премештај у Њујорк када је Линда имала 2 године, па се породица Блер преселила у Вестпорт.  Мајка јој је радила као агент за некретнине у Вестпорту.
Љубитељка је животиња од детињства. Од шесте године тренирала је коњиштво. Као активисткиња за права животиња радила је за организацију PETA. Била је вегетаријанац 13 година, до 2001. када је постала веган. Године 2014. открила је болује од пупчане киле.
Када је имала 15 година, забављала се са аустралијским певачем Риком Спрингфилдом, а убрзо затим и са басистом групе Deep Purple, Гленом Хјузом. У периоду 1979—1981 била је у вези са гитаристом Томијем Шоом, а почетком 1990-их са глумцем Вингсом Хаусером. Никад се није удавала и нема деце.
Године 1977, тада осамнаестогодишња Блер је оптужена због поседства кокаина. Осуђена је на 3 године пробације уз захтев да на бар 12 својих јавних наступа говори младима о опасности наркотика.

## Каријера
Већ са 5 година почела је да ради као дечији модел, а са 6 је радила прве рекламе за Њујорк тајмс. Урадила је преко 70 реклама за Велшове гумене бомбоне. Прву глумачку улогу добила је 1968. у сапуници Скривена лица.
До врхунца каријере долази управо на њеном почетку, када добија улогу поседнуте девојчице, Реган Мекнил, у култном хорору Вилијама Фридкина Истеривач ђавола. За ову улогу Блер бива награђена Златним глобусом за најбољу споредну глумицу у играном филму и номинована за Оскара за најбољу споредну глумицу, који је изгубила од Тејтум О’Нил. Осим тога, Блер је била номинована и за награду Браво Ото у категорији најбоље глумице и Златни глобус у категорији најперспективнијих младих глумаца.
Након 4 године, враћа се у улогу Реган у наставку Истеривач ђавола 2: Јеретик и том приликом била је номинована за Награду Сатурн за најбољу главну глумицу. Упркос томе, филм је остварио велики неуспех, због чега се Блер није вратила у предстојећем наставку.
Од почетка 1980-их њена каријера почиње стрмоглаво да пада, те за кратко време постаје двострука добитница Златне малина за најгору глумицу. Међу бројним нискобуџетним слешерима у којима је глумила, највише се издваја улога финалне девојке Марти Гејнс у Пакленој ноћи.
Током 1990-их имала је епизодну улогу у ТВ серији Брачне воде и камео улогу у хорору Веса Крејвена, Врисак.
У периоду 2000-их и 2010-их најзначајније су јој епизодне улоге у хорор серији Ловци на натприродно и ријалити серији Руполова дрег трка. Заједно са старијом колегиницом Зелдом Рубинстејн (која се прославила у хорор серијалу Полтергајст) водила је серијал Најстрашнија места на Земљи.

## Филмографија
| Улоге Линда Блер |                             |               |                        | |
| Година           | Српски назив                | Изворни назив | Улога                  | Напомена |
| 1973.            | Истеривач ђавола            |               | Реган Мекнил           | Златни глобус за најбољу споредну глумицу у играном филму Оскар за најбољу глумицу у споредној улози (ном) Златни глобус за најперспективнијег младог глумца (ном) Браво Ото за најбољу глумицу (ном) |
| 1974.            | Рођена невина               |               | Крис Паркер            | |
| 1976.            | Победа на Ентебеу           |               | Чана Вилновски         | |
| 1977.            | Истеривач ђавола 2: Јеретик |               | Реган Мекнил           | Награда Сатурн за најбољу глумицу (ном) |
| 1981.            | Паклена ноћ                 |               | Марти Гејнс            | Златна малина за најгору глумицу (ном) |
| 1982.            | Љубавни чамац               |               | Мафи                   | ТВ серија |
| 1983.            | Оковано срце                |               | Керол Хендерсон        | Златна малина за најгору глумицу (ном) |
| 1984.            | Ноћна патрола               |               | Су Перман              | Златна малина за најгору глумицу |
| 1984.            | Дивље улице                 |               | Бренда                 | Златна малина за најгору глумицу |
| 1985.            | Убиство, написала је        |               | Џејн Паскал            | ТВ серија |
| 1990.            | Поново поседнута            |               | Ненси Аглет            | |
| 1990.            | Макгивер                    |               | Џени Ларсон            | ТВ серија |
| 1992.            | Брачне воде                 |               | Ајда Меј               | ТВ серија |
| 1996.            | Врисак                      |               | репортерка             | |
| 1999.            | Годзила                     |               | Александра Спингер     | ТВ серија, глас |
| 2006.            | Ловци на натприродно        |               | детектив Дијана Балард | ТВ серија |
| 2014.            | Руполова дрег трка          |               | саму себе              | ријалити такмичење |